# Olios socotranus
Olios socotranus är en spindelart som först beskrevs av Pocock 1903.  Olios socotranus ingår i släktet Olios och familjen jättekrabbspindlar.
Artens utbredningsområde är Socotra. Inga underarter finns listade i Catalogue of Life.